# 스미노정
스미노정(角野町)은 에히메현 니이군에 설치되었던 정이다. 현재의 니이하마시 남부에 해당한다.